# 里卡多·米罗
里卡多·米罗（西班牙語：Ricardo Miró；1883年11月5日—1940年3月2日）是一位巴拿马作家，被普遍认为是该国最著名的诗人。

## 生平
他15岁的时候到波哥大学习绘画，但在1899年因千日战争被迫回到巴拿马。他在Isthmus Herald杂志工作了10年，并发表了他的最初几篇诗作。
米罗在1908年到1911年之间到西班牙旅行，担任巴塞罗那领事。1909年，他发表了《祖国》一诗。他的作品被描述为满怀乡愁，充满了作者对远离祖国的思想。在1917年，他回到了巴拿马，任国家档案局主任直到1927年，又任巴拿马语言学院秘书直到1940年。